# Dambach (Schwarzenau)
Der Dambach im Rothaargebirge ist ein ca. 1 km langer, orographisch rechter Zufluss der Schwarzenau im Kreis Siegen-Wittgenstein in Nordrhein-Westfalen.

## Verlauf
Der Dambach entspringt etwa 1,6 km südöstlich des Bad Berleburger Ortsteils Girkhausen auf 559 m.ü. NHN. Der Bach entspringt in einer bewirtschafteten Wiese in der unmittelbaren Nähe des gleichnamigen Guts Hof Dambach. Der Dambach fließt ab der Quelle südwestlich durch einige bewirtschaftete Wiesen bevor er nach etwa 1 km rechtsseitig in die Schwarzenau einmündet.